# Цзяоин Саммерс
Лян Цзяоюин (кит. трад. 梁嬌穎, упр. 梁娇颖, пиньинь Liáng Jiāoyǐng; род. 18 января 1990 года, Хэнань, Китай), наиболее известная как Цзяоин Саммерс (англ. Jiaoying Summers) — американка китайского происхождения, стендап-комик, актриса и продюсер. Она наиболее известна своими видео на TikTok, посвященными представлению сообщества американцев азиатского происхождения и расширению прав и возможностей женщин. В своих выступлениях она часто ссылается на свое воспитание и восточноазиатскую культуру.

## Ранняя жизнь и образование
Саммерс родилась и выросла в провинции Хэнань в Китае. Она появилась на свет в период действия политики одного ребёнка в Китае, и её родители приняли решение родить её дома, а не в больнице, «чтобы избежать позора, связанного с рождением девочки» как единственного ребёнка. В детстве Саммерс мечтала стать актрисой, вдохновлённая просмотром фильмов в видеопрокате, которым управляли её мать и двоюродная сестра. Она описывала своего отца как «неработающего алкоголика».
Саммерс переехала в США в возрасте 18 лет и обучалась в Университете Кентукки, где получила степень бакалавра по экономике со специализацией в области театра. После окончания университета она переехала в Лос-Анджелес и в течение четырёх лет обучалась актёрскому мастерству у преподавателя Ховарда Файна.

## Карьера
В 2013 году Саммерс занимала должность президента по развитию нового бизнеса в строительной компании своей семьи. Также она проходила стажировку в корпорации IMAX в Лос-Анджелесе. В 2014 году Саммерс завоевала титул Мисс Китай на международном конкурсе красоты «Королева Вселенной». В 2016 году она начала актёрскую карьеру.
Саммерс — со-основатель и генеральный директор международной продюсерской компании Summers Media.

### Комедия
Во время кастинга на полицейскую драму «Бунтарка» исполнительный продюсер Джон Синглтон услышал шутки Саммерс и предложил ей попробовать себя в стендап-комедии. Следуя его совету, она впервые выступила на открытом микрофонном вечере в 2019 году. В 2020 году она начала публиковать контент на TikTok, где на данный момент у неё более 1,2 миллиона подписчиков и более 1 миллиарда просмотров.
Саммерс включает личные материалы в свои комедийные выступления, в том числе рассказ о «решении говорить о политике одного ребёнка в Китае как о пережившей её». Её видео стало вирусным, но затем было запрещено на TikTok, принадлежащем китайской компании ByteDance. TikTok сослался на нарушение правил сообщества и восстановил её аккаунт через три месяца. Саммерс высказала опасения по поводу снижения числа зрителей, что заставило её предположить, что она также подверглась теневому бану.
Саммерс регулярно выступает в комедийных клубах The Laugh Factory, The Comedy Store и Carolines NYC. В 2022 году она была хедлайнером Нью-Йоркского фестиваля комедии, а 9 ноября 2023 года — хедлайнером в театре «Аполло», что сделало её первой китаянкой-комиком, ставшей хедлайнером в этом театре. Также Саммерс приняла участие в шоу «Женщины в комедии» на фестивале Netflix Is A Joke. В 2022 году она выпустила комедийный спецвыпуск в рамках серии Comedy InvAsian на платформе NBC Peacock.
Саммерс — владелица двух комедийных клубов в Лос-Анджелесе: The Hollywood Comedy и The Pasadena Comedy.

## Личная жизнь
Саммерс является послом в Азии некоммерческой гуманитарной организации Operation USA, которая поддерживает программы в области здравоохранения, образования и оказания помощи. Она также является международным послом Благотворительной федерации Линьчжоу.
В 2022 году Саммерс была включена в Азиатский зал славы.
Саммерс — мать двоих детей. Она открыто рассказывала о своей борьбе с биполярным расстройством.

## Фильмография

### Актриса
| Год  | Название                  | Роль                | Примечания            |
| ---- | ------------------------- | ------------------- | --------------------- |
| 2016 | Особо тяжкие преступления | Студент тайцзицюань | Как Лян Цзяоюин       |
| 2016 | Алый шип                  | Лин Ву              | Как Лян Цзяоюин       |
| 2016 | Алекс и Лотос             | Лотос Ванг          | Как Лян Цзяоюин       |
| 2016 | Голливудское разнообразие | Мишель              | Как Лян Цзяоюин       |
| 2017 | Пропавшие 6               | Кэрри Линг          | Как Лян Цзяоюин       |
| 2019 | Американское бистро       | Ю Янг               | Не упомянута в титрах |
| 2020 | Эти мадам                 | Стеф                | Как Джиа Саммерс      |

### Продюсер
| Год  | Название          | Примечания      |
| ---- | ----------------- | --------------- |
| 2016 | Алый шип          | Как Лян Цзяоюин |
| 2016 | Подобный вызов    | Как Лян Цзяоюин |
| 2019 | Незабываемая зима | Как Лян Цзяоюин |
| 2020 | Я тоже так думаю  |                 |